# Diego del Pozo
Diego del Pozo Barriuso (Valladolid, 1974) es un artista visual, productor cultural y profesor de Bellas Artes español. En su obra utiliza diversas técnicas y tecnologías como el dibujo, la animación y el video. Es miembro de los colectivos artísticos C.A.S.I.T.A., Subtramas y Declinación Magnética.

## Datos biográficos y profesionales
Diego del Pozo nace en 1974 en la ciudad de Valladolid. Se licenció en bellas artes en la Universidad de Salamanca en 1997. En 1996 estuvo en la Gerrit Rietveld Academie de Ámsterdam. En el año 2015 obtuvo el grado de doctor en bellas artes por la Universidad Complutense de Madrid con la tesis Dispositivos artísticos de afectación. Las economías afectivas en las prácticas artísticas actuales, dirigida por Sagrario Aznar Almazán y Selina Blasco.
Es profesor en la Facultad de Bellas Artes de la Universidad de Salamanca. Reside en Madrid y compatibiliza el trabajo docente y artístico entre Salamanca y Madrid.

## Trayectoria artística
Diego del Pozo Barriuso trabaja en campos artísticos variados: escultura expandida, arte queer, prácticas colaborativas artísticas, arte y trabajo, políticas y economías afectivas. Su obra se construye visualmente muchas veces a partir del dibujo; líneas que delimitan los contornos y recortan siluetas humanas sin color interior. Su obra se presenta tanto editada en formato de video, en soporte papel, creación de objetos, dibujado en las paredes o en instalaciones escultóricas y procesos. Con sus personajes construye y crea situaciones y episodios narrativos que interrogan al espectador.
D. del Pozo ha realizado exposiciones individuales y colectivas en diversos museos y centros de arte. De entre ellas destacan  su participación en la XIII Bienal de la Habana, Cuba (2019), la II BienalSur (2019), la X Bienal Centroamericana en San José, Costa Rica y Managua, Nicaragua (2016-2017), en Un Saber Realmente Útil, en el Museo Nacional Centro de Arte Reina Sofía, también ha expuesto en el MUSAC de León, Museo Oteiza de Navarra, La Casa Encendida de Madrid, Centro Cibeles, Centre del Carme de Valencia, Centro Cultural Montehermoso Kulturunea de Vitoria, Diputación de Huesca, CAB - Centro de Arte Contemporáneo de Caja de Burgos, DA2 de Salamanca, Espacio Contemporáneo Archivo de Toledo, etcétera.
Ha participado en programas de cine y video en Museo Reina Sofía de Madrid, CA2M de Móstoles, Nikolaj Kunsthal de Copenhague, Haus der Kulturen der Welt de Berlín y en París en Jeu de Paume, Teatro del Châtelet, Centre George Pompidou y el Palais de Tokyo, entre otros. En 2019 se le concedió la Beca Leonardo BBVA de Artes Plásticas y Arte Digital.
Sus obras de arte se encuentran en colecciones como: Museo Reina Sofía de Madrid; CA2M de Móstoles (Comunidad de Madrid); MUSAC de León; CDAN de Huesca; DA2 Domus Artium 2002 de Salamanca; Fundación Martínez Guerricabeitia; Diputación De Huesca; Fundación Díaz Caneja; Junta de Castilla y León; Diputación de Valladolid y Caja Burgos.
El propio autor define su obra como dispositivos e imaginarios que buscan afectar a la realidad, señalar problemas y generar emociones.
Estudia los procesos culturales y políticos orientados a provocar emociones predeterminadas y como éstas son programadas y estandarizadas en nuestras sociedades. Así muestra como los afectos y las economías afectivas -odio, miedo- cuestionan nuestra identidad y abren la posibilidad de pensar en otras subjetividades y otra manera de estar en el mundo. Así, buena parte de sus motivaciones surgen de la intersección del pensamiento feminista, queer, de la interseccionalidad y también de la ciencia.

## Obra de Diego del Pozo
Algunas de las obras y performances de Diego del Pozo, en cronología inversa, son las siguientes:
- 2024 - Brazos verdes", obra para la exposición EPÍLOPO, MUSAC, León.[12]
- 2021 - OIDO-ODIO, película de 1hy 23 minitos. Festival de Cine de Málaga, 2023 - Expuesto en "La ocupación. Carta blanca a Cabello/Carceller, 2023-2024, Museo del Patio Herreriano, Valladolid.[17][18]
- 2020 - A 200 metros de distancia, obra para el proyecto #Unmetroymedio del CA2M de la Comunidad de Madrid.[19]
- 2019 - Sin título (el erotismo lo funde todo), performance realizada en Museo Nacional Centro de Arte Reina Sofía.[20]
- 2017 - El Porvenir de la Revuelta (Diagrama), obra de adquirida en 2021 por el Museo Nacional Centro de Arte Reina Sofía.[21][16]
- 2016 - Lo inabordable se desintegra por contacto obra de seleccionada adquirida en 2020 para la exposición por la Colección del CA2M de la Comunidad de Madrid.[15]
- 2013 - Hacking the world[22]
- 2012 - Aprender física.[23]
- 2011 - Casting 1971.[24]
- 2010 - Acciones sinuosas.[25]
- 2009 - Dinero caduco.[26]
- 2007 - El topo y la anguila.[27]
- 2006 - Hamacaonline \textbar obras \textbar Los cambios de tu rostro.[28]
- 2006 - Pieza para orgía y fábrica.[29]
- 2005 - Egosfera.[30]